# Beasts of No Nation
Beasts of No Nation is een Amerikaanse film uit 2015 onder regie van Cary Fukunaga, gebaseerd op het gelijknamig boek van Uzodinma Iweala. De film ging in première op 3 september op het 72ste Filmfestival van Venetië.

## Verhaal
Agu is een jongen die verplicht wordt om als kindsoldaat mee te strijden in een niet nader genoemd Afrikaans land nadat zijn vader vermoord werd en zijn moeder en zus weggevlucht zijn. Agu heeft schrik voor zijn sadistische commandant en de mensen rondom hem en zijn prille jeugd wordt brutaal verstoord door de oorlog die woedt in zijn land. Hij wordt verscheurd door de weerzin van de daden rondom hem enerzijds en de fascinatie voor het oorlog voeren anderzijds.

## Rolverdeling
| Acteur              | Personage     |
| ------------------- | ------------- |
| Idris Elba          | Commandant    |
| Abraham Attah       | Agu           |
| Ama K. Abebrese     | Moeder        |
| Opeyemi Fagbohungbe | Sergeant Gaz  |
| Richard Pepple      | Father Friday |
| Fred Amugi          | Pastoor       |

## Productie
Het filmen begon op 5 juni 2014 in de regio Eastern van Ghana en er werd gefilmd op locatie in Koforidua en de Ezilebaai in Akwidaa.

## Prijzen en nominaties
| jaar | prijs                    | categorie                                     | genomineerde(n) | uitslag  |
| ---- | ------------------------ | --------------------------------------------- | --------------- | -------- |
| 2015 | Filmfestival van Venetië | Marcello Mastroianni Award beste jonge acteur | Abraham Attah   | Gewonnen |